# SMS Fürst Bismarck (1897)
SMS Fürst Bismarck fue el nombre del primer crucero acorazado  (Großer Kreuzer en alemán) de la Marina Imperial alemana construido poco antes de la entrada del siglo XX. Recibió su nombre en honor al canciller Otto von Bismarck. El diseño del Fürst Bismarck era una mejora de sus predecesores, los cruceros protegidos de la clase Victoria Louise, siendo significativamente más grande y estando mejor blindado.

## Diseño
El Fürst Bismarck fue diseñado antes de la carrera armamentística naval entre Alemania y el Reino Unido. Dado el dominio de la Royal Navy británica, y tal como él veía, la imposibilidad de competir con ella, el almirante Hollmann, secretario de Estado del Ministerio de Marina en esa época, concibió una pequeña flota, consistente en torpederos y buques de defensa costera, con base en aguas alemanas. Esta se veía complementada por cruceros oceánicos para tareas tales como la protección del comercio.
El crucero acorazado Fürst Bismarck fue diseñado por la armada alemana como una versión agrandada de los cruceros protegidos de la clase Victoria Louise, con un desplazamiento cercano al doble de esta y una mayor potencia de fuego. El buque estaba diseñado con capacidad oceánica, particularmente para dar apoyo a las colonias alemanas en Asia y en el Pacífico. Aunque con una dura oposición política, el nuevo buque fue aprobado por el Reichstag y puesto en grada en 1896 en los astilleros imperiales Kaiserliche Werft de Kiel. Se dio al buque el nombre de Fürst Bismarck para honrar la memoria del canciller alemán Otto von Bismarck. Fue completado el 1 de abril de 1900, con un coste total de 18 945 000 marcos.

### Dimensiones
El Fürst Bismarck tenía una eslora de 125,7 metros en la línea de flotación y 127 metros de eslora máxima, con una manga de 20,4 metros y un calado de 7,8 metros estándar y máximo de 8,46 metros, para un desplazamiento de diseño de 10 690 toneladas y de 11 461 a plena carga. El Fürst Bismarck era descrito como un buque con muy buenas condiciones marineras y muy maniobrable, aunque sufría problemas de bamboleo y de vibraciones a alta velocidad. Su altura metacéntrica era de 0,72 m.

### Maquinaria
El Fürst Bismarck estaba propulsado por tres máquinas de vapor de cuatro cilindros y triple expansión. Las máquinas recibían el vapor de cuatro calderas Thornycroft que habían sido construidas por AG Germania y 8 calderas cilíndricas. Las calderas Thornycroft estaban dotadas de dos hornos por caldera, y las cilíndricas de cuatro, lo que daba un total de 32 hornos. Cada una de las tres máquinas accionaba una hélice de tres palas, la central de ø4,4 m, y las exteriores de ø4,8 m. Las máquinas producían un total de 13 500 CV, que le proporcionaban una velocidad de 18,7 nudos. La energía eléctrica la suministraban cinco generadores de 325 kilovatios a 110 voltios.

### Blindaje
El Fürst Bismarck estaba protegido por blindaje Krupp, con un cinturón de 200 mm en la sección central del buque, que se reducía hasta los 100 mm en los extremos. Tras este cinturón, las áreas críticas estaban protegidas por otros 100 mm adicionales. La cubierta principal estaba protegida por planchas de 30 mm, llegando en algunas zonas a los 50 mm. La parte delantera de la torre de mando tenía un espesor de 200 mm y los laterales de 40 mm, 100 mm la parte posterior y 40 mm la superior. La batería principal estaba protegida por 200 mm en laterales y frontal y 40 mm en la parte superior. Las piezas de 150 y 100 mm, estaban protegidas por 70 mm en los laterales, y los cañones de las casamatas estaban protegidos por 100 mm.

### Armamento

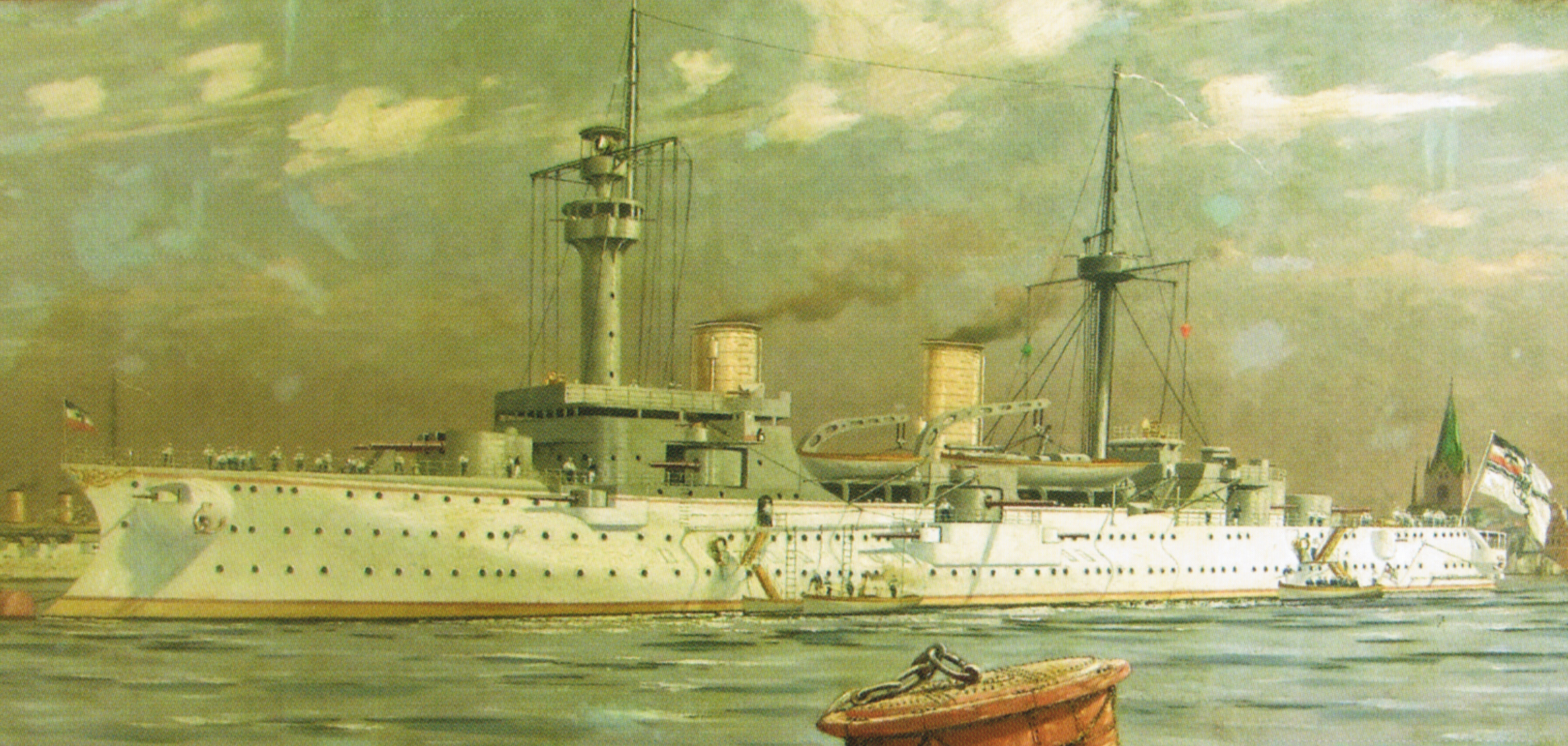
El SMS Fürst Bismarck ca. 1900.

El armamento principal del Fürst Bismarck consistía en cuatro cañones de 240 mm SK L/40 de disparo rápido en dos torres gemelas Drh. L. C/98, delante y detrás de la superestructura principal. Estos cañones podían oscilar verticalmente entre -4 y 30 grados, para un alcance máximo de 16 900 m. y disparaban proyectiles de 140 kg, con una velocidad de salida de 690 m/s, para lo cual necesitaban una carga de 41,35 kg de propelente. El buque portaba un total de 312 proyectiles, 78 para cada cañón.
Su armamento secundario estaba compuesto de doce cañones de 150 mm SK L/40 de disparo rápido en casamatas tipo MPL, y diez piezas de 88 mm SK L/30 en una combinación de casamatas y montajes protegidos. Las piezas de 150 mm podían oscilar verticalmente 20 grados, y su alcance era de 13 700 m, con un ratio de 4-5 disparos por minuto, y con una dotación de 120 disparos por cañón. Los cañones de 88 mm disparaban proyectiles de 10 kg a una velocidad inicial de 590 m/s, y disponían de 250 granadas por cañón.
Los seis tubos lanzatorpedos de 450 mm disponían de un total de 15 torpedos. Uno de los tubos estaba colocado sobre un montaje giratorio a popa del buque, cuatro estaban sumergidos, dos a cada banda, y el sexto, también sumergido,se hallaba en la proa.

## Historial de servicio
Tras ser dado de alta, el Fürst Bismarck fue asignado a la escuadra alemana del este asiático. Arribó a Tsingtao en agosto de 1900, bajo el mando del almirante Curt von Prittwitz und Gaffron, y participó en la sofocación del levantamiento de los bóxers. cuando el nuevo crucero SMS Scharnhorst arribó a Tsingtao en 1909 para reemplazar al Fürst Bismarck como buque insignia de la escuadra del este asiático, se le ordenó retornar a Alemania. A su llegada a Kiel en junio de 1909, fue dado de baja, para ser sometido a una modernización que no finalizó hasta 1914.
Al inicio de la Primera Guerra Mundial, el buque fue nuevamente dado de alta para tareas de defensa costera, pero fue rápidamente retirado del servicio activo. El Fürst Bismarck pasó el resto de la contienda como buque cuartel y para entrenamiento de mecánicos en Kiel. En 1919, fue usado durante un breve periodo de tiempo como buque oficinas. El Fürst Bismarck fue dado de baja en el registro naval el 17 de junio de 1919, siendo vendido para desguace y desguazado al año siguiente en Audorf-Rendsburg.